# Duingt
Duingt ist eine französische Gemeinde im Département Haute-Savoie in der Region Auvergne-Rhône-Alpes.

## Geographie
Duingt liegt auf 453 m, etwa zehn Kilometer südöstlich der Stadt Annecy (Luftlinie). Das Dorf erstreckt sich auf einer weit in den Lac d’Annecy hinausragenden felsigen Halbinsel, am Nordfuß des zum Massiv der Bauges gehörenden Taillefer, gegenüber von Talloires und dem Roc de Chère. Die Gemeinde liegt innerhalb des Regionalen Naturparks Massif des Bauges.
Die Fläche des 4,39 km² großen Gemeindegebiets umfasst einen Abschnitt am Westufer des Lac d’Annecy. Auf der Halbinsel von Duingt, welche den See in den kleineren Petit Lac im Südosten und den Grand Lac im Nordwesten untergliedert, gibt es einige steilere Uferpartien, ansonsten ist das Seeufer relativ flach. Nach Süden steigt der auf der Halbinsel beginnende Grat des Taillefer rasch zu einer schroffen Felskrete an (bis 800 m). Parallel dazu verläuft ungefähr 1 km weiter im Westen der Grat des Roc des Bœufs, an dem mit 1202 m die höchste Erhebung von Duingt erreicht wird. Dazwischen liegt das Tal von Entrevernes, dessen unterer Abschnitt zum Gemeindeareal gehört. Im Westen reicht der Gemeindeboden auf die Schwemmebene des Pays du Laudon.
Zu Duingt gehören neben dem eigentlichen Ortskern auch einige Weilersiedlungen und Gehöfte, darunter:
- Dhéré (475 m) am Nordfuß des Roc des Bœufs am Eingang in das Tal von Entrevernes
- Fargy (480 m) am Nordfuß des Roc des Bœufs
- Les Maisons (680 m) im Tal von Entrevernes

Nachbargemeinden von Duingt sind Talloires-Montmin im Norden, Doussard, Lathuile und Entrevernes im Süden sowie Saint-Jorioz im Westen.

## Geschichte
Das Gemeindegebiet von Duingt war bereits im Neolithikum und während der Römerzeit besiedelt. Erstmals urkundlich erwähnt wird der Ort im 12. Jahrhundert unter dem Namen Duginum. Die Etymologie des Ortsnamens ist unklar. Während einige Quellen den Namen auf das keltische Wort dunum (Festung) zurückführen, leiten ihn andere vom burgundischen Personennamen Dugo her.
Seit dem Mittelalter bildete Duingt den Mittelpunkt einer Herrschaft. Im Jahre 1793 wurden die beiden Gemeinden Duingt und Dhéré zusammengelegt und trugen danach während einiger Zeit den Doppelnamen Duingt-Dhéré, bevor der heutige offizielle Gemeindename eingeführt wurde.

## Sehenswürdigkeiten

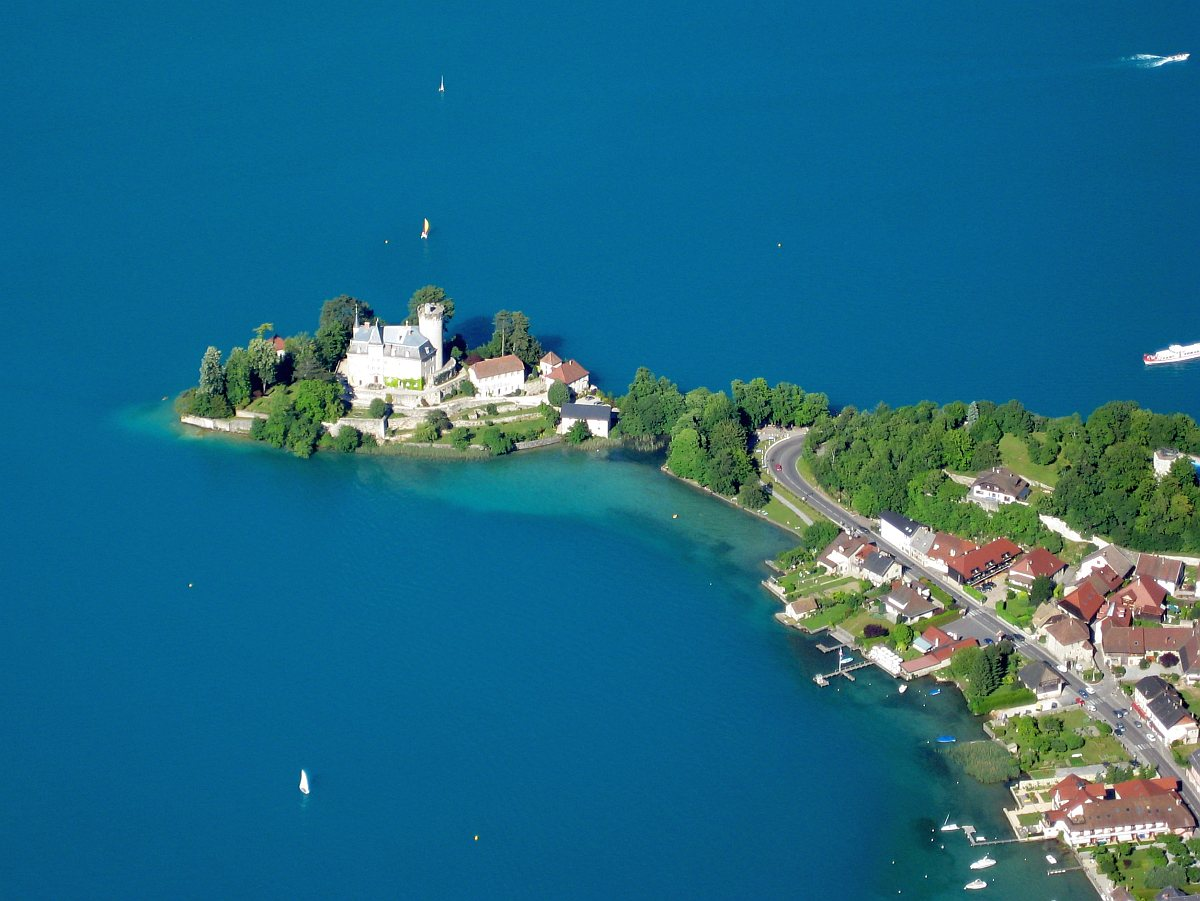
Château de Duingt

Die Pfarrkirche von Duingt wurde im 19. Jahrhundert im Stil der Neugotik erbaut. Duingt besitzt zwei Schlösser, die jedoch nicht besichtigt werden können und einst der Familie Sales gehörten. Das Château de Duingt (auch Château de Ruphy und Châteauvieux genannt) befindet sich auf einer kleinen Insel am Ende der Halbinsel von Duingt und ist durch einen Damm mit dem Festland verbunden. Die ursprüngliche Burg wurde hier im 11. Jahrhundert erbaut. Das Schloss erhielt seine heutige Gestalt bei Um- und Neubauten in der Zeit vom 17. bis zum 19. Jahrhundert. In Dhéré steht das Château d’Héré, das im 15. Jahrhundert errichtet wurde. Im alten Ortskern sind zahlreiche Häuser im typischen savoyischen Baustil des 17. und 18. Jahrhunderts erhalten.

## Bevölkerung
| Jahr                       | 1962 | 1968 | 1975 | 1982 | 1990 | 1999 | 2006 |
| Einwohner                  | 237  | 297  | 330  | 446  | 635  | 797  | 870  |
| Quellen: Cassini und INSEE |      |      |      |      |      |      |      |

Mit 1069 Einwohnern (Stand 1. Januar 2022) gehört Duingt zu den kleinen Gemeinden des Département Haute-Savoie. Im Verlauf des 19. und 20. Jahrhunderts nahm die Einwohnerzahl aufgrund starker Abwanderung kontinuierlich ab (1861 wurden in Duingt noch 367 Einwohner gezählt). Seit Beginn der 1960er Jahre wurde dank der attraktiven Wohnlage und der Nähe zu Annecy eine deutliche Bevölkerungszunahme verzeichnet. Außerhalb des alten Ortskerns wurden zahlreiche neue Einfamilienhäuser und Villen errichtet.

## Wirtschaft und Infrastruktur
Duingt war bis ins 20. Jahrhundert hinein ein vorwiegend durch die Landwirtschaft geprägtes Dorf. Heute gibt es einige Betriebe des Klein- und Mittelgewerbes. Viele Erwerbstätige sind Wegpendler, die in den größeren Ortschaften der Umgebung, insbesondere in Annecy ihrer Arbeit nachgehen. Dank seiner schönen Lage am See und den Sehenswürdigkeiten hat sich Duingt in den letzten Jahrzehnten zu einem Ferienort entwickelt. Auch der Tagestourismus spielt eine bedeutende Rolle.
Die Ortschaft ist verkehrsmäßig gut erschlossen. Sie liegt an der Hauptstraße N508, die von Annecy nach Albertville führt. Eine weitere Straßenverbindung besteht mit Entrevernes. Der nächste Anschluss an die Autobahn A41 befindet sich in einer Entfernung von rund 17 km. Duingt besaß einen Bahnhof an der Eisenbahnlinie von Annecy nach Albertville, die jedoch 1964 stillgelegt wurde.